# مجلس الرياضة الباكستاني
تأسَّسَ مجلس الرياضة الباكستاني تحت إشراف وزارة التربية والتعليم في عام 1962، وهُو هيئة مؤسسية لأغراض تعزيز وتطوير معايير مُوحَّدة للمُنافسة على الرياضة في باكستان مُقارنة بالمعايير السائدة دوليًا، وتنظيم ومُراقبة الرياضة في باكستان على أساس وطني.